# صالح‌آباد (نائین، شمال)
صالح‌آباد یک روستا در ایران است که در بخش مرکزی شهرستان نائین در استان اصفهان واقع شده‌است.